# Protographium celadon
Protographium celadon är en fjärilsart som först beskrevs av Lucas 1852.  Protographium celadon ingår i släktet Protographium och familjen riddarfjärilar. Inga underarter finns listade i Catalogue of Life.

## Bildgalleri

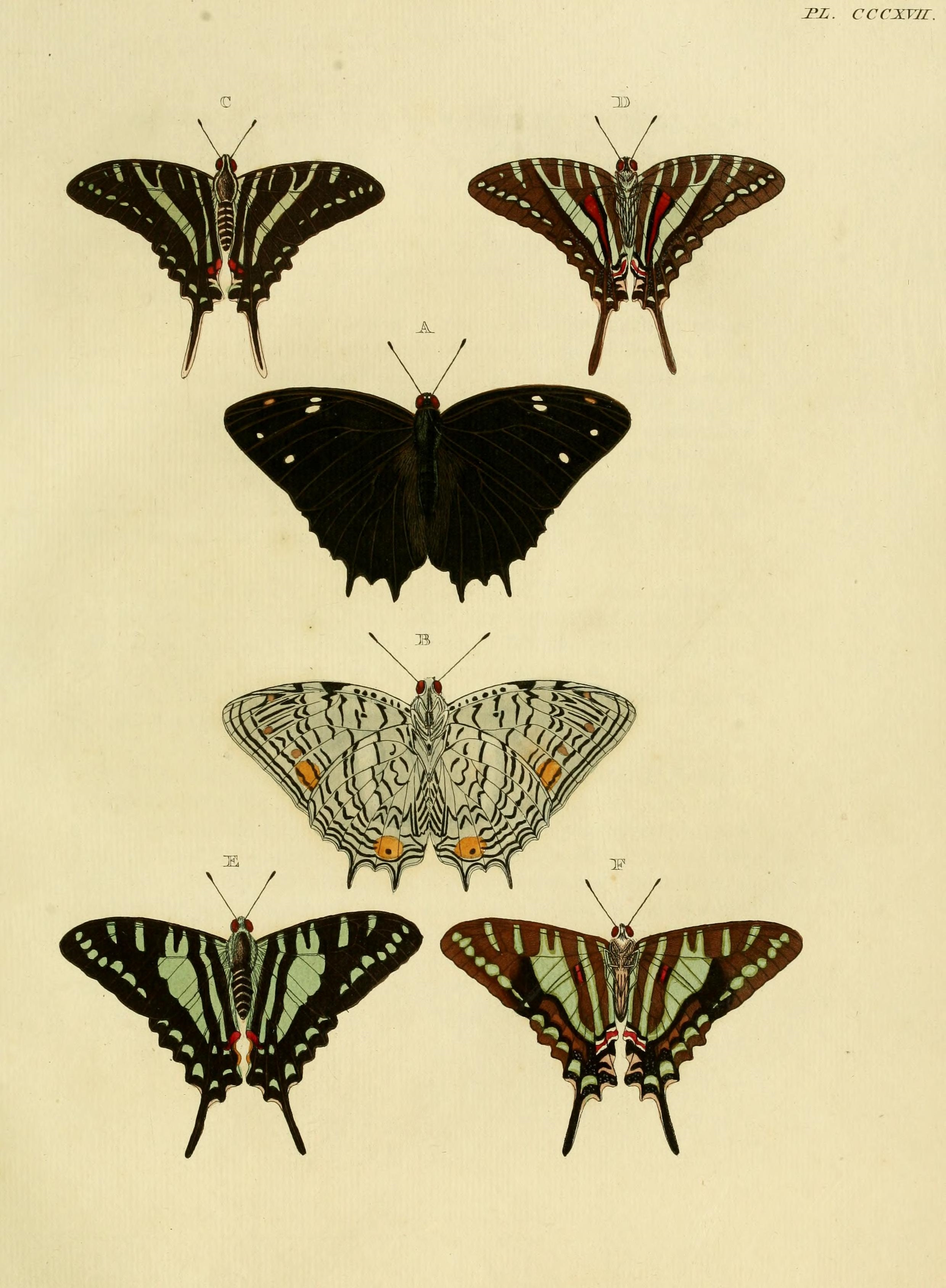
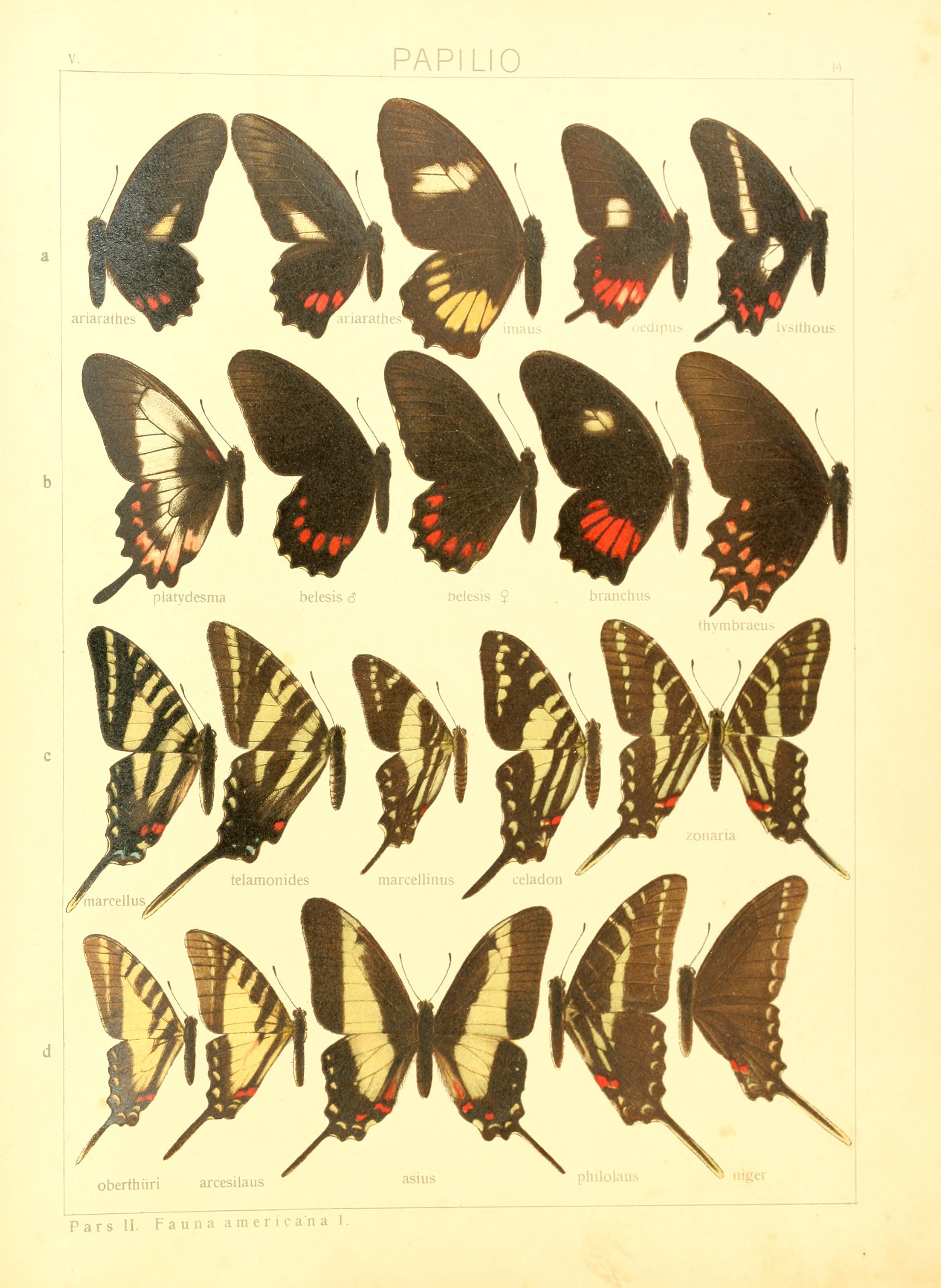
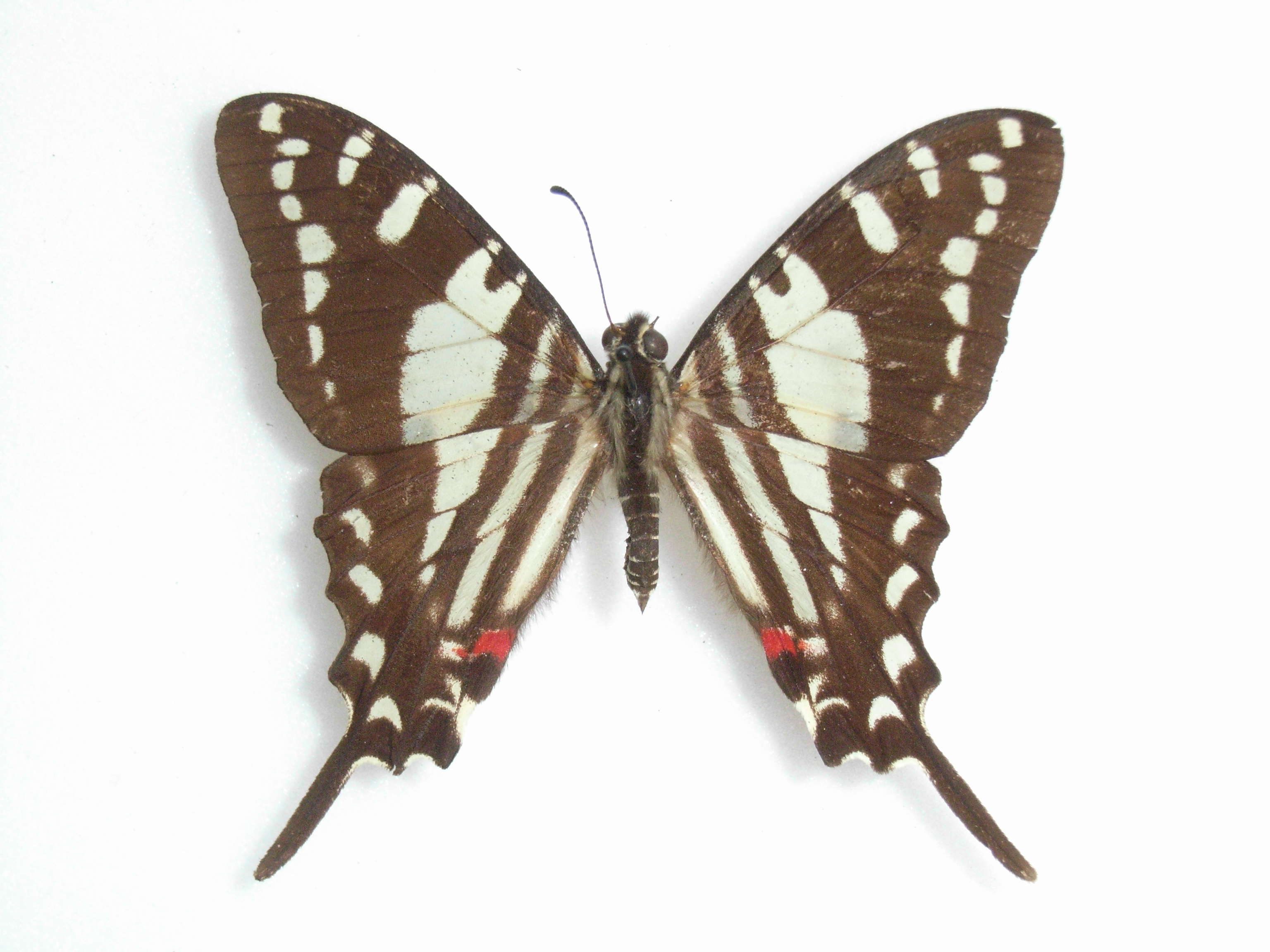
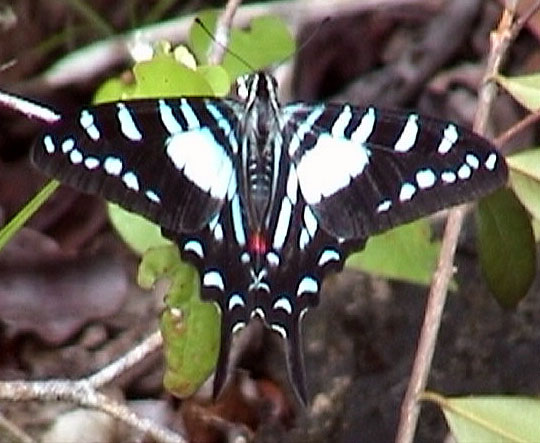